# Ius honorarium
El Ius Honorarium es el derecho pretorio fundado en la República de Roma.
Se puede definir como la facultad con la que disponía el pretor para promulgar un edicto pretorio. El edicto pretorio viene a reformar al derecho civil ya existente en Roma; corroborándolo, supliendolo o corrigiéndolo.
El fin del Ius Honorarium se da en la época post-clásica, mediante su revocación definitiva en el Edicto Perpetuo, redactado por Salvio Juliano y promulgado por el emperador Adriano en el año 129 d. C.
El ius civile de los antiguos romanos se caracteriza por ser un derecho inflexible, rígido, sacramental en contraste con el ius honorarium, creado por los magistrados y consignado en su Edicto anual, un derecho flexible y llamado a colmar las lagunas del primero, a complementarlo y modificarlo de acuerdo con la evolución y necesidades de un pueblo en expansión y cuyas normas pueden ser invocadas también por los peregrinos.